# العلاقات الإيرانية المصرية

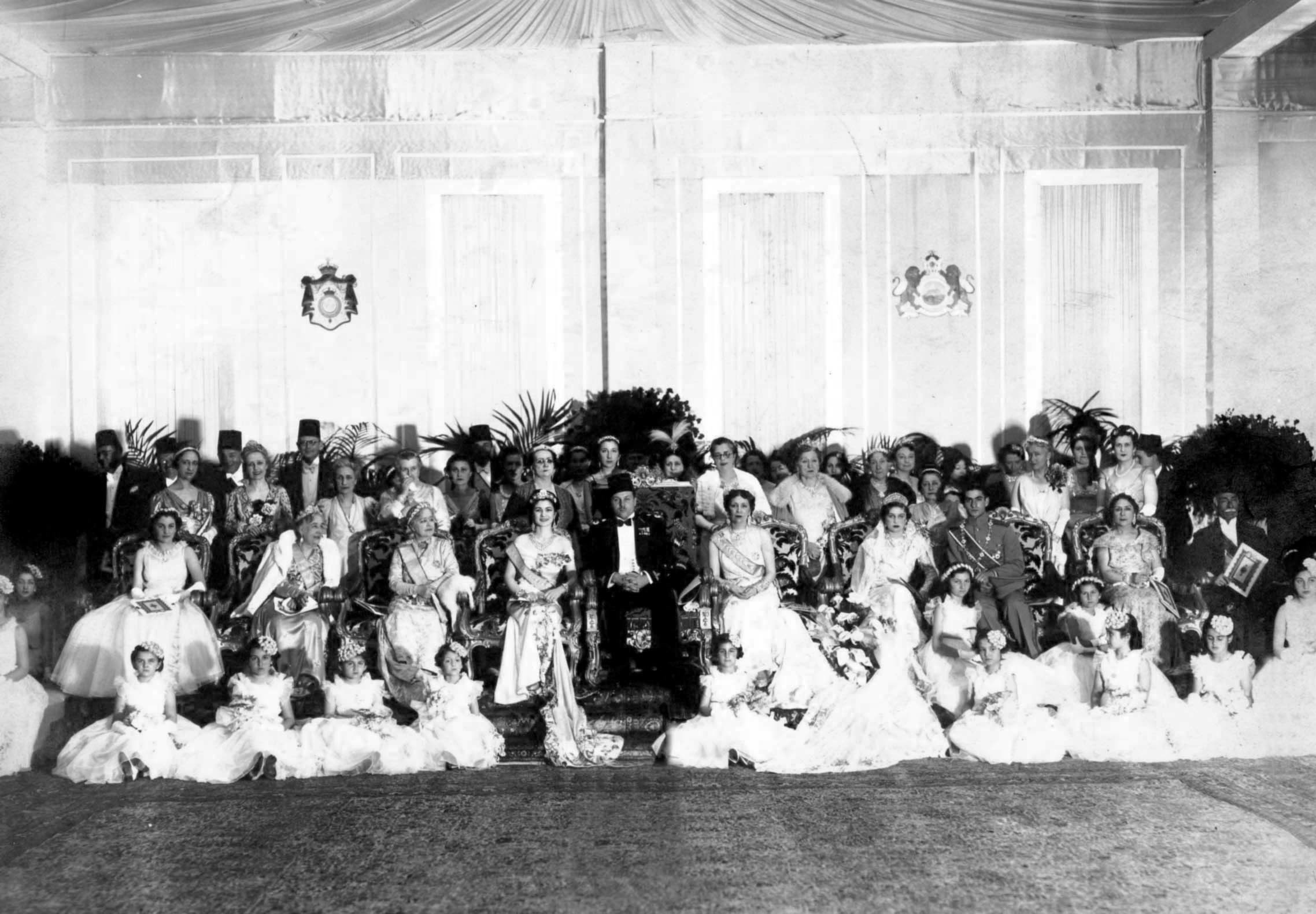
حفل زفاف الأميرة فوزية ومحمد رضا بهلوي بقصر عابدين بالقاهرة. وكان زواج العائلتين الملكيتين أبرز معالم العلاقات الثنائية في العصر الحديث.

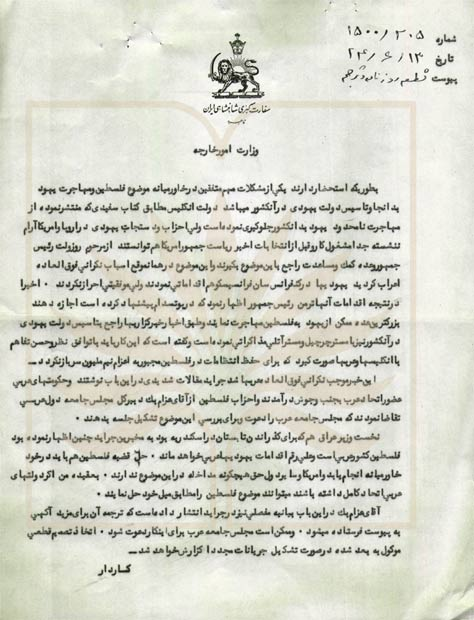
خطاب من سفير إيران بالقاهرة.

يعود تاريخ العلاقات المصرية الإيرانية في العصر الحديث إلى القرن التاسع عشر حيث وقعت اتفاقية «أرضروم» بين الدولة القاجارية الإيرانية والدولة العثمانية والتي جاء فيها أن الدولة الإيرانية تستطيع تأسيس قنصليات لها في الولايات العثمانية فتم افتتاح قنصلية لرعاية المصالح الإيرانية في القاهرة، وكان أول سفير إيراني في مصر هو حاجي محمد صادق خان. وقد أعقب ذلك توقيع اتفاقات صداقة بين البلدين في العام 1928. وكان تطورا جديدا في العلاقات بزواج يقرب بين العائلتين الملكيتين في الدولتين، حيث تزوجت الأميرة فوزية - شقيقة الملك فاروق الأول - من ابن الشاه الإيراني محمد رضا بهلوي.
العلاقات بعد الثورة الإيرانية
1978 : زعيم الثورة الإسلامية آية الله الخميني يقرر قطع العلاقات الدبلوماسية مع مصر ردا على توقيع اتفاقية كامب ديفيد ضمن قطع علاقات مع مصر ،إثر قرار الرئيس أنور السادات في فبراير 1980 استضافة شاه إيران محمد رضا بهلوي.
- 1987: مصر تقرر اعتبار رئيس بعثة رعاية المصالح الإيرانية بالقاهرة محمود مهتدي شخصا غير مرغوب فيه، وسط اتهامات له بالقيام بمراقبة حركة الناقلات في قناة السويس المتجهة إلي العراق وبعد قبول قرار مجلس الأمن بوقف إطلاق النار عام1988 أضافت إيران طلب الاعتذار عن دعم العراق خلال الحرب إلي ما اعتبرته شروطا لعودة العلاقات مع مصر.
- 1989: بدأ أول اتصالات بين مصر وإيران علي المستوي الدبلوماسي في عواصم أوروبية( جنيف) وعربية( دمشق) بشأن الإفراج عن100 محتجز مصري في إيران وتولي السفير منير زهران الاتصالات مع اللجنة الدولية للصليب الأحمر الدولي.
- يناير1990: توجه السفير منير زهران إلي طهران كأول شخصية رسمية مصرية تزور إيران منذ قطع العلاقات لمناسبة وفاة أحد المراجع الدينية وذلك لتقديم واجب العزاء.
- 30 يوليو1990: وصول أول وفد إيراني للقاهرة برئاسة محمد علي تسخيري للمشاركة في اجتماعات المجلس الوزاري لمنظمة المؤتمر الإسلامي بالقاهرة وصافح الرئيس مبارك تسخيري خلال استقباله رؤساء الوفود في أول لقاء مباشر لمسئول إيراني برئيس مصر.
- فبراير1991: أول لقاء مصري ـ إيراني علي المستوي الوزاري بين الدكتور بطرس غالي وزير الدولة للشئون الخارجية وعلي أكبر ولاياتي في بلجراد.
- مارس1991: رفع مستوي التمثيل الدبلوماسي لبعثتي رعاية المصالح في البلدين إلي مستوي سفير وتعيين السفير أحمد نامق رئيسا للبعثة الدبلوماسية المصرية في إيران والسفير علي أصغر محمدي رئيسا للبعثة الإيرانية بالقاهرة.
- أبريل1991: إفراج مصر عن الأرصدة الإيرانية في البنوك وتفعيل نشاطات بنك مصر إيران وشركة المنسوجات بالسويس والاستثمارات في بعض الفنادق بالقاهرة.
- مايو1992: وزيرا خارجية البلدين عمرو موسي وولاياتي يلتقيان في جاكرتا بأندونيسيا علي هامش اجتماع قمة حركة عدم الانحياز.
- سبتمبر1992: الرئيس حسني مبارك يعلن لأول مرة في حديث لمجلة المصور أن الرئيس رافسنجاني بعث إليه رسائل لرفع مستوي العلاقات، وأن هناك لغتين في إيران حيث يتحدث البعض بهذه اللغة اليوم ثم نفاجأ بلغة أخرى في اليوم التالي.
- ديسمبر1992: وزير الخارجية السوري فاروق الشرع يصل الي القاهرة في مهمة لتلطيف الأجواء.
- 1993: فتح قناة للاتصال بين البلدين عبر مراكز البحوث والدراسات وقيام عباس مالكي مدير معهد الدراسات الدبلوماسية التابع للخارجية الإيرانية بزيارة القاهرة وإجراء حوار مع عدد من مراكز البحوث والدراسات السياسية بالقاهرة.
- يناير1995: مصر تدين تهديدات إسرائيل بضرب المفاعلات النووية الإيرانية للأغراض السلمية، وإيران تشيد بموقف مصر.
- يونيو1995: إيران تدين محاولة الاعتداء الآثمة علي الرئيس مبارك في أديس أبابا
- 1995: بدء اتصالات بين غرف التجارة والصناعة في طهران والقاهرة لبحث دعم العلاقات الاقتصادية.
- أبريل1996: مصر ترفض المشاركة في تنفيذ قرار الرئيس الأمريكي بيل كلينتون بفرض حظر تجاري علي إيران، وجاء الرفض علي الهواء مباشرة خلال مؤتمر صحفي مشترك بين وزير الخارجية عمرو موسي ومندوبة الولايات المتحدة في مجلس الأمن مادلين أولبرايت عقب استقبال الرئيس مبارك لها حيث ادعت أنها ناقشت الموضوع مع الرئيس فتدخل موسي مقاطعا لها نافيا بحث هذا الموضوع خلال اللقاء.
- يونيو1996: فشل محاولة لاستئناف العلاقات الدبلوماسية وجهود قام بها فاروق الشرع عبر زيارات مكوكية بعد القمة العربية بالقاهرة خلال نفس الشهر وذلك بعد تراجع ولاياتي أمام ضغوط المحافظين وإعلانه قصر الاتصالات علي فتح مكتب ثقافي إيراني في مصر وليس سفارة، وتزامن ذلك مع تضامن عربي مع البحرين في مواجهة أعمال شغب وجهت اتهامات لإيران بالوقوف وراءها.
- سبتمبر1996: موسي وولاياتي يلتقيان مرة أخرى علي هامش اجتماعات الجمعية العام للأمم المتحدة في نيويورك وذلك في الجناح الخاص برئيس وزراء لبنان رفيق الحريري.
- مايو1997: أول زيارة لوزير خارجية إيران للقاهرة حيث نقل ولاياتي إلي الرئيس حسني مبارك رسالة من الرئيس رافسنجاني تضمنت الدعوة لحضور القمة الإسلامية في طهران.
- ديسمبر1997: أول زيارة لوزير خارجية مصر لطهران حيث رأس موسي وفد مصر في اجتماعات المجلس الوزاري لمنظمة المؤتمر الإسلامي ثم في القمة، وشهد شهر يناير عام1998 توقيع أول اتفاقية حكومية للتعاون في المجال الصحي والأدوية خلال زيارة وزير الصحة إسماعيل سلام لطهران في ثاني زيارة لوزير مصري إلي إيران.
- مارس1998: في إطار تفعيل التعاون غير الحكومي واستكمالا للخطوات السابقة زار وفد من اتحاد الصناعات برئاسة عبد المنعم سعودي طهران، وفي يونيو من نفس العام قام وفد إيراني برئاسة علي أبوخا موسي رئيس اتحاد غرف التجارة والصناعة والتعدين في إيران بزيارة القاهرة، ووقع الطرفان أول بروتوكول للتعاون الصناعي بين الطرفين.
- يوليو1998: تم فتح باب التعاون الاعلامي بين البلدين وزار رئيس وكالة الأنباء الإيرانية فريدون وردي القاهرة وبحث فتح مكتب لها في القاهرة ونقل إلي وزير الاعلام السيد صفوت الشريف دعوة من وزير الثقافة الإيراني عطا الله مهاجراني لزيارة طهران.
- أغسطس1998: فتح باب التطبيع الرياضي بين البلدين، وأعلن الرئيس مبارك خلال لقائه مع طلبة جامعة الإسكندرية أن منتخب مصر للشباب في الكرة الطائرة سيشارك في فعاليات كأس العالم للكرة الطائرة التي تستضيفها إيران.
- مايو1999: أول اتصال هاتفي بين الرئيسين حسني مبارك ومحمد خاتمي لتهنئة إيران بقبول طلب انضمامها إلي مجموعة الـ15.
- مايو2000: مجموعة من العناصر المحسوبة علي التيار المتشدد ضد عودة العلاقات الإيرانية ـ المصرية تقتحم وتخرب مقر جمعية الصداقة الإيرانية ـ المصرية في طهران، ويرفض رئيس مجلس الشوري ناطق نوري تحسين العلاقات مع مصر ويوجه إلي اقامة جدارية تحمل صورة الاسلامبولي ردا علي توجه بلدية طهران نحو تغيير اسم الشارع.
- يناير2001: إيران تشارك لأول مرة في معرض القاهرة الدولي للكتاب.
- أكتوبر2001: ثاني زيارة لوزير خارجية إيراني لمصر حيث حضر كمال خرازي للتشاور حول موضوع الحرب علي الإرهاب في أعقاب أحداث11 سبتمبر.
- يناير2003: وزيرا الخارجية أحمد ماهر وكمال خرازي يلتقيان ضمن اجتماعات وزراء خارجية دول الجوار للعراق باسطنبول.
- ديسمبر2003: أول لقاء بين مبارك وخاتمي( منذ لقاء الرئيس الراحل أنور السادات وشاه إيران في طهران في أكتوبر1977) وخسرو شاهي الرئيس الأسبق للبعثة الدبلوماسية الإيرانية بالقاهرة يرأس جمعية الصداقة وفي26 من الشهر نفسه أيضا يبعث مبارك برقية عزاء لخاتمي في ضحايا الزلزال الذي ضرب مدينة بام، ويقرر إرسال جسر جوي من المساعدات تضامنا مع الشعب الإيراني في الكارثة.
- يناير2004: أحمد ماهر يتلقي رسالة من خرازي تعبر عن شكر الشعب الإيراني للتضامن الذي أبدته مصر تجاه الشعب الإيراني.

## فيلم إعدام الفرعون
كان من الاصح إعدام الفرعون فيلما وثائقيا أنتجته لجنة تكريم شهداء الحركة الإسلامية العالمية، عرض في العام 2008، وأثر سلبا في العلاقات المصرية الإيرانية. يتناول الفيلم حادثة اغتيال محمد أنور السادات رئيس مصر الأسبق الذي استقبل شاه إيران بعد قيام الثورة الإسلامية في إيران. يصف الفيلم أنور السادات بالخائن، ويصف قتلته بالشهداء، ويأتي فيه أن سبب قتل أنور السادات هو «توقيع اتفاقية كامب ديفيد من العدو الصهيوني».

## شارع باسم قاتل السادات قطع العلاقات
دشنت إيران شارعا باسم خالد الاسلامبولي العقل المدبر لقتل السادات في العاصمة طهران أياما بعد اعدامه ما أدى بمصر إلى قطع العلاقات مع إيران وطرد السفير الإيراني ولكن في سنة 2010 تم ازالة التسمية من الشارع دون أي توضيحات ولكن راى فيه البعض مغازلة من إيران تجاه مصر.

## عودة العلاقات بعد ثورة 25 يناير المصرية
بعد سقوط الرئيس المصري محمد حسني مبارك وتولي وحدوث انتخابات وتولي الرئيس محمد مرسي الحكم زار جمهورية إيران الإسلامية في نهاية اأغسطس 2012 لحضور قمة عدة الانحياز في العاصمة الإيرانية طهران حيث تم استقباله بحفاوة كبيرة من الرئيس الإيراني أحمدي نجاد وفي أبريل 2013 قام الرئيس الإيراني أحمدي نجاد بزيارة لمصر لحضور القمة الإسلامية في القاهرة وقام باستقباله الرئيس المصري محمد مرسي بحفاوة وزار نجاد جامع الأزهر ومقام السيدة زينب.

## تقارب سنة 2023
في مايو 2023 أعلن المرشد الإيراني، علي خامنئي، خلال لقائه سلطان عُمان هيثم بن طارق، أن إيران ترحب بإعادة العلاقات مع مصر. وفي 20 سبتمبر 2023 أعلنت الخارجية المصرية عن لقاء وزير الخارجية سامح شكري بنظيره الإيراني في مقر البعثة المصرية في نيويورك حيث تناول اللقاء قضية العلاقات الثنائية بين الدولتين، والمحددات والضوابط التي تحكمها، وبما يؤدي إلى تطويرها على النحو الذي يحقق مصالح الشعبين. وفي شهر ديسمبر 2023 تلقى الرئيس المصري عبد الفتاح السيسي اتصالاً هاتفياً من الرئيس الإيراني إبراهيم رئيسي، هنأه فيه على فوزه في انتخابات الرئاسة المصرية لعام 2024.

## اقرأ أيضًا
- علاقات عربية إيرانية